# Иртышский артезианский бассейн
Иртышский артезианский бассейн — артезианский бассейн в долине реки Иртыш ниже Семея и Кулундинской впадины.
Общая мощность водоносных горизонтов мезо-кайнозойских отложений составляет 1200—1300 м. Воды антропогенно-неогеновых песчано-галечных отложений залегают на глубине до 87 м. Минерализация изменяется от 0,2—0,5 до 18—20 г/л. Дебит скважин колеблется от 0,2—0,4 до 25—30 л/с.
Пресные и слабосолоноватые воды олигоценовых кварцевых и кварц-глауконитовых песков залегают на глубинах 150—200 м. Водоносные горизонты песчаных меловых отложений залегают на глубинах 200—250 м на юге и 800—1200 м на севере.
Установлена чётко выраженная зональность по направлению течения подземных вод в изменении минерализации вод (от 0,5—1,0 г/л до 5—8 г/л) и химического состава (гидрокарбонатные кальциевые, гидрокарбонатные натриевые, сульфатно-натриевые и кальциевые).
Нижнемеловые минеральные воды используются для лечения различных заболеваний. До 1990-х годов воды бассейна использовались для орошения сельскохозяйственных угодий. В XXI веке бурение глубоких скважин и их эксплуатация экономически невыгодны.